# Чон Сын Хён
Чон Сын Хён (кор. 정승현; род. 3 апреля 1994, Инчхон) — южнокорейский футболист, защитник корейского клуба «Ульсан Хёндэ». С 2017 года выступает за сборную Южной Кореи.

## Клубная карьера
Воспитанник юношеской команды футбольного клуба «Ульсан Хёндэ». В 2015 году на Кей-лиге дебютировал за взрослую команду того же клуба в матче против ФК «Инчхон Юнайтед».
В июле 2017 года Чон Сын Хён переехал в Японию и заключил контракт с клубом Джей-лиги «Саган Тосу». 24 июля 2018 года он перешёл в «Касима Антлерс» в результате обмена на Му Канадзаки.

## Карьера в сборной
В 2016 году привлекался в состав молодёжной сборной Южной Кореи. На молодёжном уровне сыграл в 4 официальных матчах. В этом же году защищал цвета олимпийской сборной Южной Кореи. В составе этой команды провел 4 матча. В составе сборной — участник футбольного турнира на Олимпийских играх 2016 года в Рио-де-Жанейро.
В составе сборной был участником чемпионата мира 2018 года в России. На турнире был запасным и на поле не выходил.

## Статистика
| Сезон            | Клуб             | Лига             | Лига | Лига | Кубок | Кубок | Континентальный | Континентальный | Итого | Итого |
| Сезон            | Клуб             | Лига             | Игры | Голы | Игры  | Голы  | Игры            | Голы            | Игры  | Голы  |
| ---------------- | ---------------- | ---------------- | ---- | ---- | ----- | ----- | --------------- | --------------- | ----- | ----- |
| 2015             | Ульсан Хёндэ     | Кей-лига         | 18   | 0    | 1     | 0     | —               | —               | 19    | 0     |
| 2016             | Ульсан Хёндэ     | Кей-лига         | 19   | 1    | 2     | 0     | —               | —               | 21    | 1     |
| 2017             | Ульсан Хёндэ     | Кей-лига         | 12   | 0    | 0     | 0     | 5               | 0               | 17    | 0     |
| 2017             | Саган Тосу       | Джей-лига        | 16   | 1    | 0     | 0     | —               | —               | 16    | 1     |
| 2018             | Саган Тосу       | Джей-лига        | 11   | 1    | 3     | 0     | —               | —               | 14    | 1     |
| Всего за карьеру | Всего за карьеру | Всего за карьеру | 76   | 3    | 6     | 0     | 5               | 0               | 87    | 3     |